# Dizajner igara
Dizajner igara je osoba koja dizajnira igre. Termin može referirati na osobu koja dizajnira videoigre, ili onu koja dizajnira tradicionalne igre poput igra na ploči.